# DeVonte Upson
Zwencyl DeVonte Upson (Augusta, 23 marzo 1993) è un cestista statunitense.

## Carriera
DeVonte Upson, è un’ala/pivot di 206 centimetri per 101 chili: dopo la high school con Harrison, ha giocato al college di Trinidad State per due anni, chiudendo la carriera accademica con i Southeastern Lions.
A livello professionistico l’esordio è in Svizzera, agli Starwings Basilea: in seguito, le tappe della sua carriera lo vedono in Finlandia (Helsinki Seagulls), poi con il Rapla e con lo Start Lublino, in Polonia. Nel 2019/2020, con il Prokom Gdynia, si mette in mostra in Eurolega e poi, trasferitosi in Francia, gioca con la maglia dello Strasburgo, in Pro A.
La Pallacanestro Trieste lo ingaggia per la stagione 2020/2021.

## Palmarès
- Coppa del Kosovo: 1

Trepça: 2024
- Liga Unike: 1

Trepça: 2024